# Гас

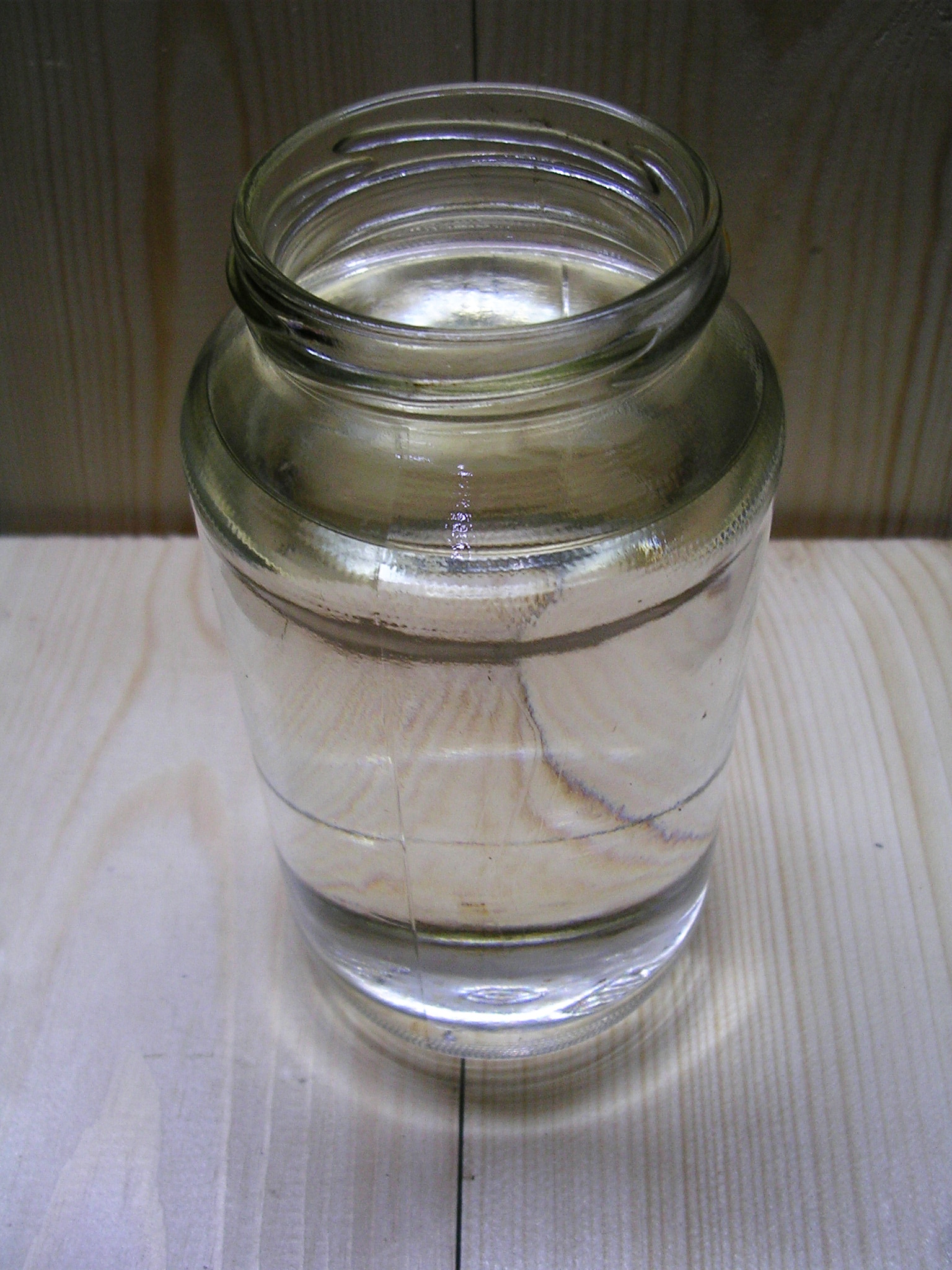
Освітлювальний гас

Гас, розм. кероси́н — горюча рідина, продукт перегонки нафти.
Гас широко використовується як пальне для турбогвинтових, турбореактивних, реактивних двигунів літаків (реактивне пальне) і деяких ракетних двигунів, а також застосовується як паливо для приготування їжі, освітлення, обігріву, або для вистав з вогнем. У деяких частинах Азії, гас іноді використовується як пальне для невеликих підвісних моторів або навіть, мотоциклів. Світове споживання гасу для усіх потреб, відповідає, приблизно 1,2 мільйонам барелів на день.
Щоби запобігти плутанині між гасом і набагато більш легкозаймистим та летючим бензином, деякі підприємства застосовують позначення або забарвлення для баків, використовуваних задля зберігання чи продажу гасу. Наприклад, у Сполучених Штатах, у Пенсільванії вимагають, щоби переносні ємності для гасу, які використовуються на станціях роздрібної торгівлі, було пофарбовано у синій колір, на відміну від червоного (для бензину) або жовтого (для дизельного пального).

## Етимологія
Слово гас в українській мові є скороченням від англ. gas-oil («світильногазова олія»). У багатьох європейських мовах цей нафтопродукт називається «керосином» (англ. kerosene, нім. Kerosin, рос. керосин, укр. керосин). Цей термін вживав канадський лікар і геолог А. Ґеснер щодо видобутої ним з вугілля освітлювальної олії, запатентованої в США 1854 року. Він є скороченням від грец. κερόσελαιον, «кероселаїон» — тобто «воскова олія» (словом wax, «віск» в англійській мові також іноді називають тверді вуглеводні), етимологія якого пов'язана з κερός, «керос» («віск»).

## Властивості
Гас є тонкою прозорою рідиною, утвореною з вуглеводнів, отриманих шляхом фракційної перегонки нафти за температури між 150 і 275 °С. Він змішується у нафтових розчинниках, але не змішується з водою.

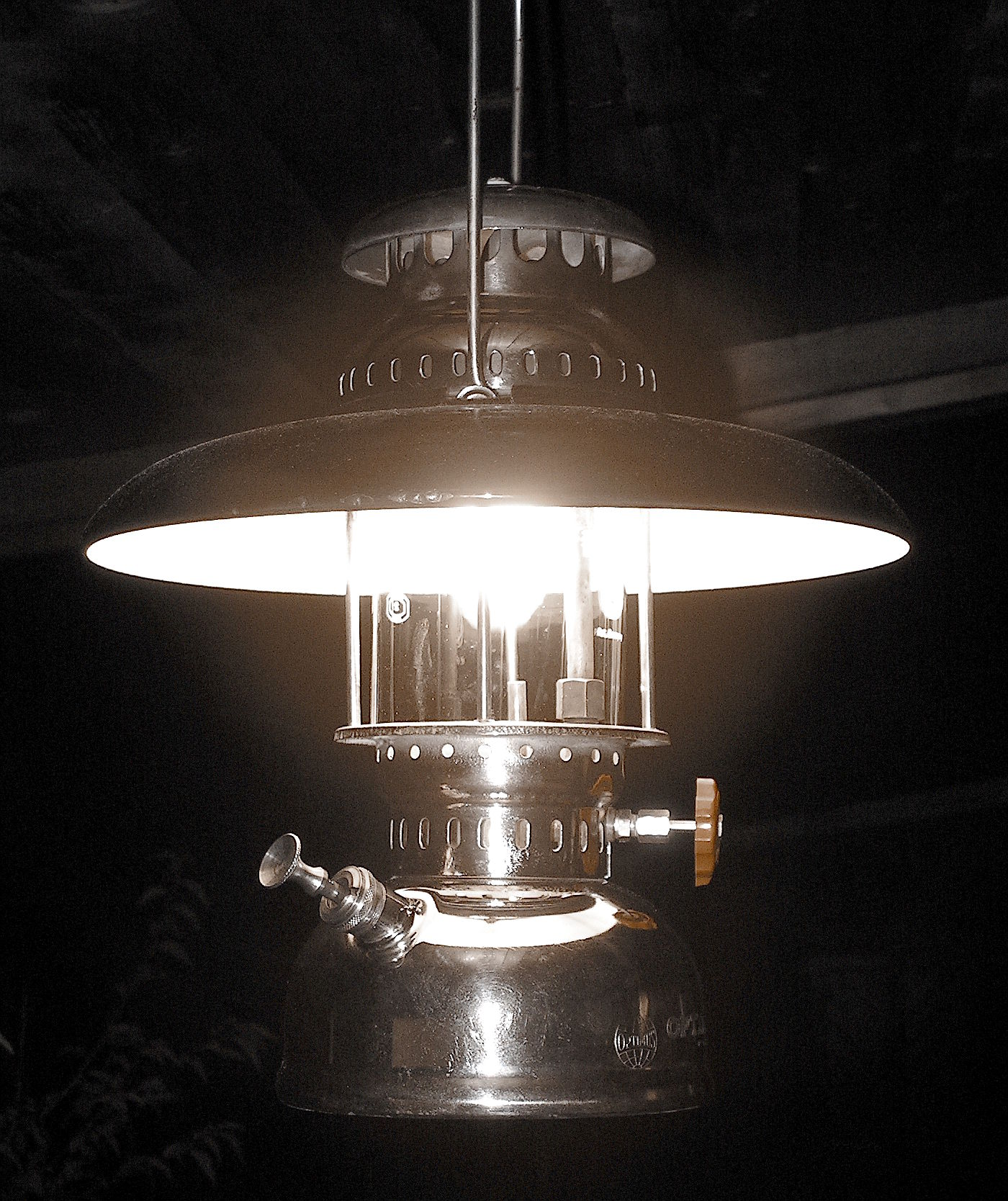
Підвісна освітлювальна лампа

Стандартна специфікація Американського товариства з випробувань та матеріалів D-3699-78, визнає два класи гасу: сорту 1-K (менше 0,04 % сірки за масою) і 2-K (0,3 % сірки за масою), який є переважним сортом для внутрішніх керамічних нагрівачів і печей. [9]
Незалежно від джерела видобувної нафти або способу переробки, основними складниками гасу є розгалужені і ланцюжкові алкани та нафтени (циклоалкани), які зазвичай, становлять щонайменше 70 об.%. Ароматичні вуглеводні у цих межах кипіння, такі як алкілбензоли (одиничне кільце) та алкілнафталіни (подвійне кільце), зазвичай не перевищують 25 об.% гасу. Олефінів, як правило, за обсягом міститься, не більше 5 %. [10]
Температура спалаху гасу становить від 37 до 65 °C (100 і 150 °F), а температура самозаймання відповідає 220 °C (428 °F) [11]. Температура застигання гасу залежить від сорту, але комерційне авіаційне паливо стандартизовано за -47 °C (-53 °F).
Гас сорту 1-K, замерзає за температури близько -40 °C (-40 °F, 233 K). [12]
Теплота згоряння гасу, дорівнює теплоті згоряння дизельного пального; його найнижча теплотворна здатність становить 43,1 МДж / кг (близько 18 500 БТЕ / фунт), а його найбільша теплотворність становить 46,2 МДж / кг. [13]
Національні та міжнародні стандарти визначають властивості декількох сортів гасу, використовуваних для реактивного пального. Температури спалаху та замерзання, являють особливий інтерес для роботи та безпеки; стандарти також визначають добавки для обмеження статичної електрики та інших потреб.
- Освітлювальний гас не містить ненасичених вуглеводнів — вміст сірки в ньому не перевищує 0,1 %.
- Відсульфований гас отримують обробкою звичайного гасу сірчаною кислотою за температури 70–80 °C. Після сульфування і промивки гасу водою в ньому залишається деяка кількість сульфокислот (R — SO2 — OH).

## Історія

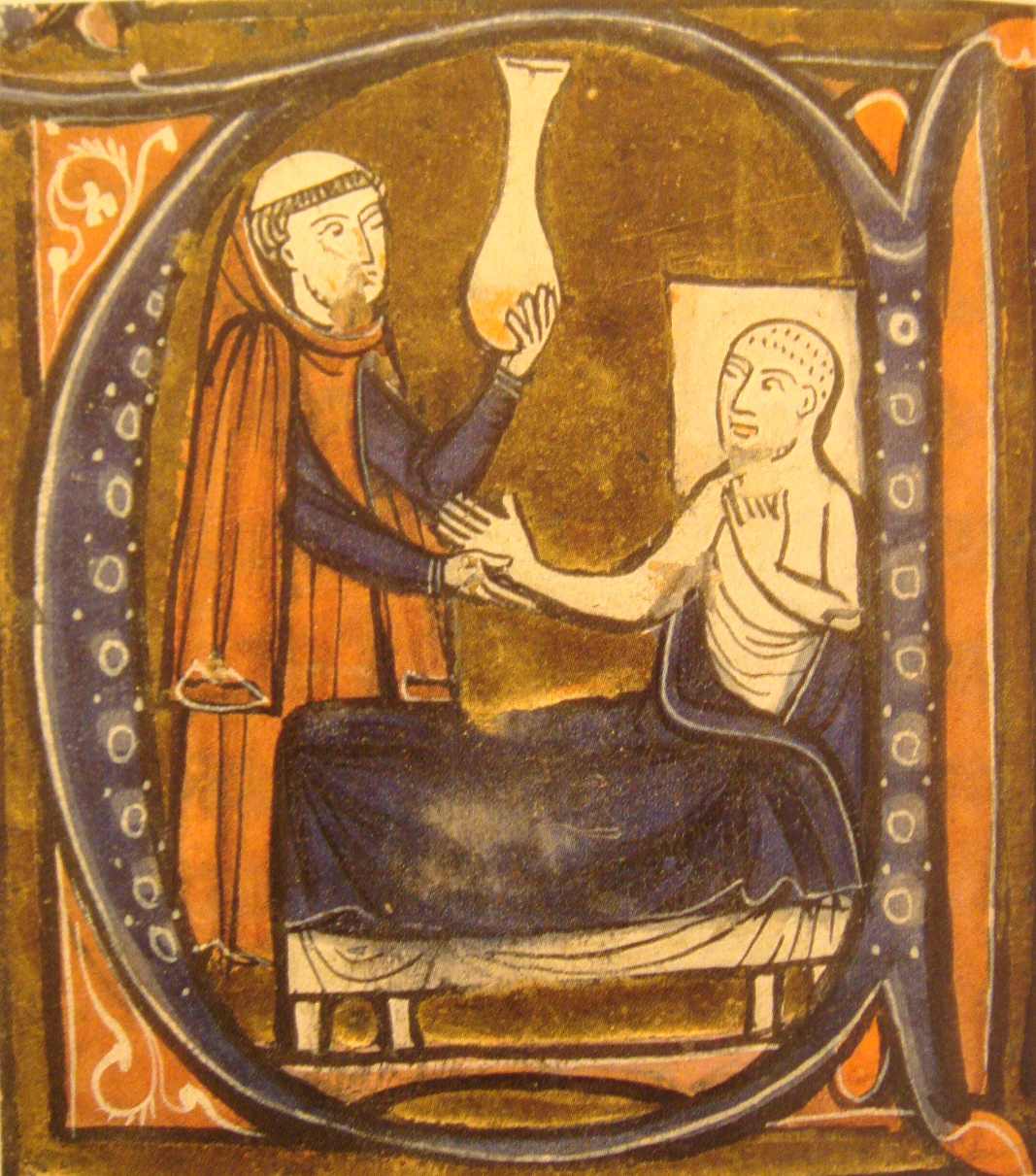
Перський вчений Разі (або Разес) був першим, хто переганяв гас у 9-му столітті. Він зображений тут у рукопису Герарда з Кремони.

Спосіб перегонки сирої нафти на гас, а також інші вуглеводневі сполуки, було вперше оприлюднено у IX столітті перським вченим Разі (Разесом, близько 865 — близько 925). Лікар і алхімік Разі, у власному «Кітаб аль-Асрар» («Книзі таємниць»), змалював два способи виробництва гасу, званого тоді нафт абіад («біла нафта»), з використанням аламбіка. В одному способі як абсорбент, було використано глину, тоді як в іншому методі, використовували хлорид амонію (сал-аміак). Процес дистиляції повторювали доти, поки більшу частину летких вуглеводневих фракцій, не було видалено, а кінцевий продукт ставав абсолютно прозорим і безпечним для горіння. Гас також, протягом того ж часу, вироблявся з горючих сланців і бітумів шляхом нагрівання породи для отримання мастила, яке потім переганяли. Під час правління середньовічної китайської династії Мін, китайці виготовляли гас шляхом видобутку і очищення нафти, а потім перетворювали його на лампове паливо.  Китайці використовували нафту і гас для освітлювальних ламп та опалення будинків вже 1500 року до нашої ери.

### Освітлювальна олія з вугілля та горючого сланцю
Хоча «вугільна олія» була добре відома промисловим хімікам, принаймні, вже у 1700-х роках як побічний продукт отримання вугільного газу і кам'яновугільної смоли, вона горіла димним полум'ям, що перешкоджало її використанню для внутрішнього освітлення.
1846 року, канадський геолог Абрахам Ґеснер (англ. Abraham Gesner), показав у Шарлоттауні (провінція острів Принца Едварда, Канада), винайдений ним новий спосіб. Він нагрівав вугілля у реторті та відганяв від нього прозору, тонку рідину, у якої він виявив відмінні якості лампової олії, придумавши для неї назву kerosene. Вартість вилучення гасу з вугілля на той час, була високою.
1854 року, Ґеснер перебрався до Ньютаун-Крика, Лонг-Айленд, Нью-Йорк. Там він домігся підтримки від групи підприємців. Вони сформували північноамериканську компанію Gas Light, якій Ґеснер передав власні патенти.
Попри наявність пріоритету відкриття, Ґеснер не отримав свій перший патент на гас до 1854 року — це сталося аж за два роки по тому, як Джеймс Янг отримав патент у Сполучених Штатах. Спосіб очищення продуктів дистиляцією, від Ґеснера, мабуть, перевершував технологію Янга, бо дозволяв отримувати більш чисте паливо з приємнішим запахом. Виробництво гасу за патентами Ґеснера, почалося у Нью-Йорку 1854 року, а пізніше у Бостоні, з бітумінозного вугілля і горючих сланців. Ґеснер зареєстрував слово kerosene як товарний знак 1854 року, і протягом декількох років, лише північно-американській Gas Light Company і компанії Downer (якій Ґеснер надав право) було дозволено називати їх лампову олію, kerosene у Сполучених Штатах.
1848 року, шотландський хімік Джеймс Янг досліджував виявлену нафту, яка просочувалася на вугільній шахті, як джерело мастила та освітлювального палива. Коли просочування було вичерпано, він робив досліди з сухою перегонкою вугілля, особливо смолистим «болотним вугіллям» (торбанітом). Він видобув з нього чимало корисних рідин, одну з яких назвав парафіновою олією, оскільки за низьких температур вона застигала на речовину, що нагадувала парафін. Янг отримав патент на свій спосіб і одержані продукти, 1850 року (1852 року, підтвердив патент у США), а 1851 року, побудував перші у світі, справді комерційні нафтопереробні заводи у Батгейті, де використовував нафту, видобуту з місцевої розробки торбаніту, сланцю та бітумінозного вугілля.

### Гас з нафти

Процес кипіння сирої нафти якісний

1851 року американський винахідник і бізнесмен, якому приписують заснування американської нафтопереробної промисловості Самюель Мартін Кір (або «Кер», англ. Samuel Kier) почав продавати лампову олію місцевим шахтарям під назвою «Вуглецева олія». Він отримував її за власним винаходом, перегонкою з сирої нафти. Кір також, винайшов нову лампу для використання власного продукту.
З 1840-х років соляні свердловини Кіра, стали насиченими нафтою. Спочатку Кір просто скинув дарову нафту до найближчого каналу штату Пенсільванія, але згодом, разом з хіміком зі східної Пенсильванії, він почав досліджувати декілька дистилятів сирої нафти.
Львів'янин-фармацевт Лукасевич, та його угорський партнер Ян Зег досліджували різні методи дистиляції, у намаганні поліпшити спосіб Ґеснера з виготовлення гасу, та використовували мастило з місцевого нафтового просочування. Про їх роботу знали багато людей, але приділяли цьому мало уваги. У ніч на 31 липня 1853 року, лікарі з місцевої лікарні мусили виконати термінову операцію, яка була практично неможливою при свічках. Тому вони відправили посланника до Лукасевича за його новими лампами. Лампа горіла так яскраво і чисто, що чиновники лікарні замовили кілька штук та великий запас палива. Лукасевич усвідомив успіх власної роботи, та пішов з аптеки, щоби знайти ділового напарника, а потім вирушив до Відня, щоби зареєструвати свою техніку. 1854 року, Лукасевич перебрався до Горлицеського району Польщі, де заснував нафтопереробний завод поблизу Ясло 1859 року.
Відкриття нафти у колонії Дрейка західної Пенсильванії 1859 року, викликало велику кількість громадських хвилювань і інвестиційного буріння нових свердловин не лише у Пенсільванії, але й у Канаді, де нафту було виявлено у нафтових джерелах Онтаріо, 1858 року. Збільшення запасу нафти, дозволило нафтопереробним заводам повністю відмовитися від патентів на нафту з вугілля як Юнга, так і Ґеснера. У підсумку, освітлювальна олійна промисловість, наприклад, Сполучених Штатів, у 1860-х роках, повністю перейшла на нафту. Нафтова освітлювальна олія, повсюдно продавалася як kerosene, отже торгова назва незабаром, втратила свій майновий статус і стала основним продуктом kerosene.
У Сполученому Королівстві, видобуток нафти з вугілля (або горючого сланцю) тривав до початку 20-го століття.
Зі збільшенням виробництва гасу, китовий промисел скорочувався. Американський китобійний флот, який неухильно зростав протягом 50 років, досяг свого піку у 199 кораблів, 1858 року. До 1860 року, всього за два роки, флот зменшився до 167 кораблів, а 1876 року, всього 39 американських кораблів вирушило у полювання на китів. Гас, роблений спочатку з вугілля і горючого сланцю, а відтак з нафти, значною мірою захопив прибутковий ринок китобійного промислу стосовно лампової олії.
Електричне освітлення почало витісняти гас у якості джерела світла наприкінці 19-го століття, особливо в міських районах. Зростання кількості бензинових автомобілів на початку 20-го століття, викликало попит на більш легкі вуглеводневі фракції, і нафтопереробні заводи винайшли способи збільшення випуску бензину за одночасного зниження виходу гасу. Крім того, деякі з більш важких вуглеводнів, які раніше потрапляли до гасу, було включено до дизельного пального. Гас зберіг деяку частку на ринку завдяки тому, що він дедалі частіше використовується у переносних плитках (примусах).
Наприклад, 2013 року, у Сполучених Штатах, гас склав близько 0,1 % за обсягом продукції нафтопереробного виробництва.

## Фізико-хімічні характеристики гасу
Безбарвна або жовтувата рідина. Википає в інтервалі температур 110—320°С.
Густина 0,75–0,78 г/см³
Теплота згоряння близько 43 МДж/кг
Одна молекула різних ґатунків гасу містить від 9 до 16 атомів вуглецю.
Застосовують як пальне, паливо, розчинник, реагент при збагаченні корисних копалин (флотація, масляна агрегація), сировина нафтопереробної промисловості.

## Використання

### Освітлення
Гасова лампа являє собою вид освітлювального пристрою, який використовує гас як паливо. Гасові лампи мають ґніт як джерело світла, захищений скляною трубкою. Лампи можна використовувати на столі, або як ручний переносний ліхтар.
«Гас, у деякому розумінні, збільшив тривалість життя сільського населення, тих, хто з причин дорожнечі або неефективності китового жиру був змушений після заходу сонця лягати в постіль і проводити там майже половину свого життя. Тепер вони могли присвятити частину ночі читанню та іншим розвагам, що особливо важливо, якщо говорити про зимову пору» (з книги Д. Єргіна «Приз»).

### Авіаційне пальне
Авіаційний гас — це моторне пальне для газотурбінних та турбогвинтових двигунів різних літальних апаратів, що є гасовою фракцією прямої перегонки нафти, часто з гідроочищенням і додаванням сукупності присадок для поліпшення його робочих властивостей.

### Ракетне пальне
Ракетно-рушійне пальне — це пальне з високим вмістом кисню або сполука пального з окисником, спалювання якого відбувається певним і керованим чином, з вивільненням величезного обсягу газу. У ракетному двигуні це пальне спалюється у камері згоряння, і гарячий струмінь газів (зазвичай за дуже високого тиску, та температурах горіння, що наближаються до 3000 К), викидається крізь сопло з величезною швидкістю.

### Медицина
Гас у народі інколи використовується для лікування дифтерії та педикульозу.

### Інше

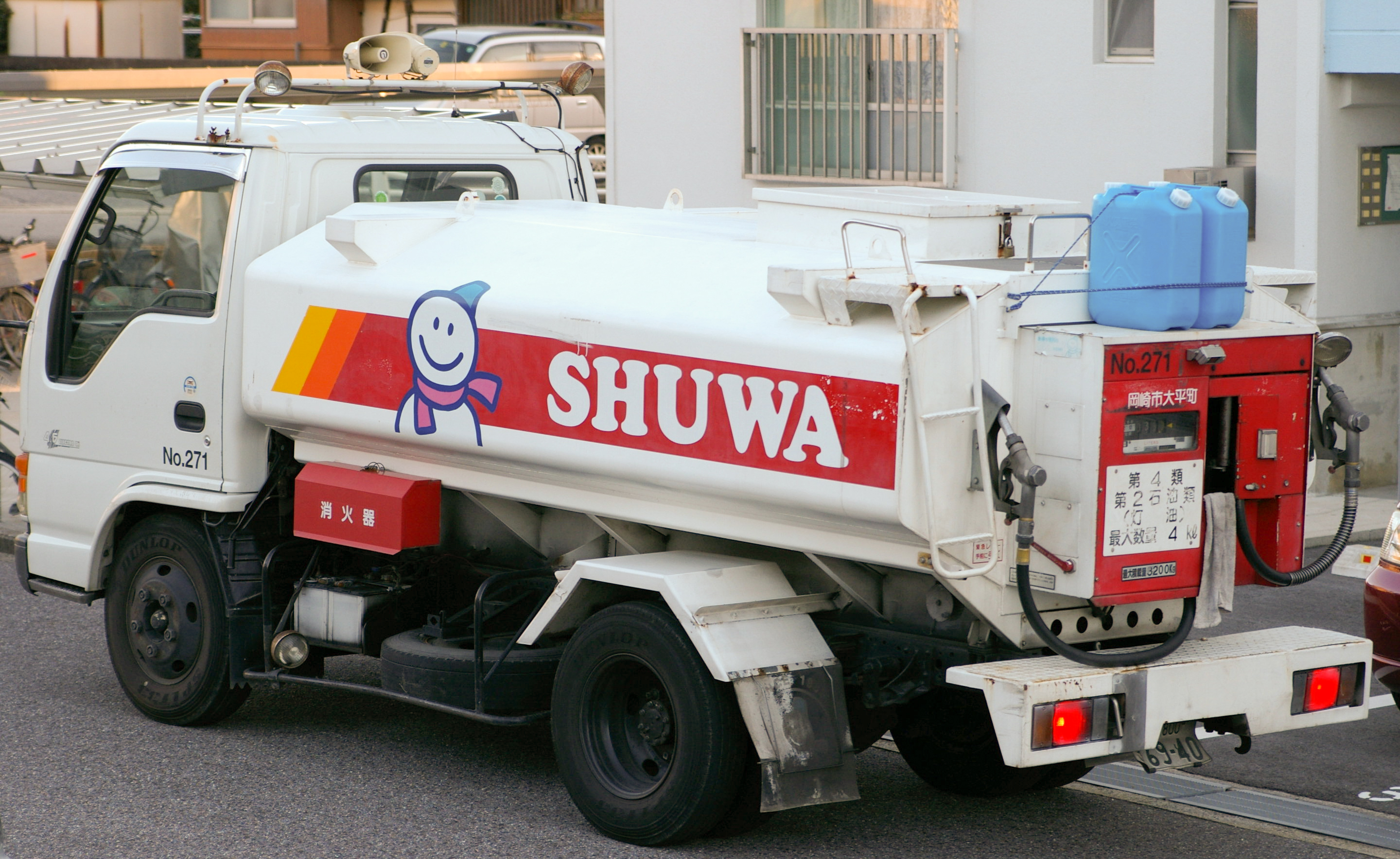
Вантажівка, яка доставляє гас в Японії.

Гас слугує паливом у багатьох переносних приладах для приготування їжі — примусах, керосинках, керогазах. Іноді його застосовують як джерело тепла під час збоїв основного теплопостачання.
Як пальне, його продають на деяких заправних станціях. Гас широко використовується в Японії як паливо для переносних і закріплених гасових нагрівачів опалення. Там, гас можна легко купити на будь-якій заправній станції або замовити доправлення додому. У Великій Британії та Ірландії, гас часто застосовується як паливо для опалення або приготування їжі в районах без магістральних газопроводів. Добавки, такі як RangeKlene, може бути додано до гасу, щоби зменшити виділення сажі під час його спалювання у плитах. Аміші, які взагалі утримуються від використання електрики, покладаються на гас для освітлення вночі[джерело?].
В Україні, гас також, використовується у моторних нагрівачах з рукавами, для обігріву великих ангарів з обслуговування авіатехніки, а до початку 1970 років, він у великій кількості, застосовувався для приготування їжі на керогазах, продавався черпаком на розлив і коштував у ті часи як і дизельне паливо, від 3 до 7 копійок за літр, аж поки не почалося підведення до будинків природного газу[джерело?].

## Отруйність
Проковтування гасу є шкідливим або смертельним. Гас іноді радять як народний засіб для знищення головних вошей, але медичні установи застерігають від цього, через те, що це може викликати опіки і серйозну хворобу. Шампунь з гасом може стати навіть згубним, якщо вдихаються його випари.
Люди можуть піддаватися впливу гасу на робочому місці, через вдихання випарів, ковтання його, чи дотику зі шкірою або з очима. Національний інститут безпеки та гігієни праці США (NIOSH,) установив Допустиму межу впливу (REL) 100 мг / м³ протягом 8-годинного робочого дня.

## Цікавий факт
Слово «керосин», яким називають гас у багатьох мовах, безперечно походить від грец. κερός. Проте, деякі джерела колись стверджували, що у російській мові назва цього нафтопродукту виникла зі словосполучення «Керъ и сынъ» («Кер і син») — вивіски на гасовій крамниці Самуеля Кера в Петербурзі. Попри те, що у Російській Імперії перший нафтоперегінний завод з'явився ще у 1820-х роках, перевага віддавалася американському гасу — власне виробництво було нерентабельним.